# Oliver Janso
Oliver Janso (sinh 8 tháng 10 năm 1993) là một cầu thủ bóng đá Slovakia thi đấu cho Spartak Trnava ở vị trí hậu vệ trái.

## Sự nghiệp câu lạc bộ

### Spartak Trnava
Janso ra mắt tại Slovak First Football League cho Spartak Trnava trước Senica ngày 24 tháng 9 năm 2016.